# Max Kraussold
K. G. Max Kraussold (* 6. April 1833 in Aufseß; † 14. April 1901 in Nürnberg) war ein protestantischer Geistlicher und Mitglied des Deutschen Reichstages.

## Leben
Kraussold war der Sohn des Konsistorialrates Lorenz Kraussold aus Bayreuth. Er besuchte bis 1848 das Gymnasium in Ansbach und anschließend das Gymnasium in Nürnberg, wo er 1850 das Abitur ablegte. Im selben Jahr begann er ein Theologie-Studium in Erlangen. Ab 1854 war er Vikar in verschiedenen oberfränkischen Orten und 1862 trat er seine erste Pfarrstelle in Marktredwitz an.
Über den Beruf des Pfarrers hinaus engagierte sich Kraussold auch politisch. 1863 wurde er im Stimmkreis Hof für die Bayerische Fortschrittspartei in den Bayerischen Landtag gewählt und 1869 wiedergewählt.
1871 wechselte Kraussold in die Pfarrei Henfenfeld, anschließend wurde er zweiter Pfarrer in der Augsburger Pfarrei St. Ulrich. Als Landtagsabgeordneter setzte sich Kraussold besonders für den Bau der Fichtelgebirgsbahn und den Anschluss von Marktredwitz an die Eisenbahn ein. 
Von 1871 bis 1874 war er Mitglied des Deutschen Reichstages, wo er für den Wahlkreis Oberfranken 2 (Bayreuth) gewählt worden war. Im Reichstag schloss er sich der Fraktion der Fortschrittspartei an.
1874 kehrte Kraussold nach Marktredwitz zurück. 1881 legte er sein Landtagsmandat nieder. Er blieb aber noch bis 1887 Pfarrer in Marktredwitz und übernahm dann die erste Pfarrstelle bei St. Sebald in Nürnberg.
Kraussold wurde auf dem St. Johannis-Friedhof in Nürnberg beigesetzt. 